# ميتشيل جوزيف
ميتشيل جوزيف (بالإنجليزية: Mitchell Joseph)‏ (2 سبتمبر 1986 بدومينيكا - ) هو لاعب كرة قدم دومينيكي في مركز الهجوم. شارك مع منتخب دومينيكا لكرة القدم.

## وصلات خارجية
- ميتشيل جوزيف على موقع قاعدة بيانات كرة القدم.إي يو (الإنجليزية)
- ميتشيل جوزيف على موقع ناشيونال فوتبول تيمز (الإنجليزية)